# DeepStateMap.Live
 (août 2024).
Si vous disposez d'ouvrages ou d'articles de référence ou si vous connaissez des sites web de qualité traitant du thème abordé ici, merci de compléter l'article en donnant les références utiles à sa vérifiabilité et en les liant à la section « Notes et références ».
DeepStateMap.Live est une carte intéractive proposée par une organisation non gouvernementale fondée et administrée par Roman Pohorilyi et Rousslan Mykoula, Deep State UA. Elle est établie à partir sources d'information publiques sur la guerre russo-ukrainienne.
La première carte fut mise en ligne le 24 février 2022, premier jour de l'invasion. Le site permet de consulter des cartes interactives mises à jour des mouvements de troupes pour le conflit en Ukraine.